# ASTRO Girlz & Boyz
『ASTRO Girlz & Boyz』（アストロ・ガールズ・アンド・ボーイズ）は、日本のガールズロックバンド・ZONEがZONE with Girlz & Boyz〜Run Time All Stars〜名義で2003年7月16日にSony Recordsから発売した1枚目のミニアルバムである。

## 内容
前作『O』から約8ヶ月ぶり、初のミニアルバム。
シングル「true blue」にてテレビアニメ『アストロボーイ・鉄腕アトム』のオープニングテーマを手掛けたのをきっかけに、ZONEに加え所属事務所であるランタイムミュージックエンタテインメントの所属者たちが集まって制作された。
『鉄腕アトム』の主題歌のリアレンジカバーと山下達郎の「アトムの子」のカバーを除く新録4曲は「鉄腕アトム」の作詞を手掛けた谷川俊太郎の詞をモチーフに書き下ろされた。
オリコン初登場42位を獲得。ZONEが参加した全作品のなかで最も順位が低い。

## 収録曲
| #         | タイトル              | 作詞       | 作曲      | 編曲       | 時間  |
| --------- | --------------------- | ---------- | --------- | ---------- | ----- |
| 1.        | 「科学の子」          | HIKARI     | HIKARI    | HIKARI     | 4:09  |
| 2.        | 「空を越えて」        | 尾上文     | 櫻井真一  | 櫻井真一   | 4:49  |
| 3.        | 「星の彼方」          | 町田紀彦   | 町田紀彦  | HIKARI     | 5:22  |
| 4.        | 「アトムの子」        | 山下達郎   | 山下達郎  | 山原一浩   | 4:16  |
| 5.        | 「誕生」              | 鈴の音     | 鈴の音    | Ocean Born | 4:02  |
| 6.        | 「鉄腕アトム」        | 谷川俊太郎 | 高井達雄  | ha-j       | 2:52  |
| 7.        | 「鉄腕アトム」(Inst.) | -          | 高井達雄  | ha-j       | 2:46  |
| 合計時間: | 合計時間:             | 合計時間:  | 合計時間: | 合計時間:  | 28:16 |

## 曲解説
1. 科学の子
西村朝香名義による楽曲。西村は後にZONEにTOMOKA名義で加入することになる。
2. 空を越えて
神 & 瞬矢 from BON'Z名義による楽曲。両名はZONEの3rdシングル「secret base〜君がくれたもの〜」のミュージック・ビデオに出演している。
3. 星の彼方
半澤悠 & 栞名義による楽曲。
4. アトムの子
山下達郎の同名曲のカバー。TAKAYO from ZONE & Run Time All Stars名義による楽曲。
5. 誕生
鈴の音名義による楽曲。
6. 鉄腕アトム
ZONE & Run Time All Stars名義による楽曲。同名曲をスカ・パンク調にリアレンジしたカバー。
7. 鉄腕アトム (Inst.)
前曲のインストゥルメンタルバージョン。

## 参加ミュージシャン
ZONE
- TAKAYO：Vocal (#4) & Guitar
- MIZUHO：Vocal & Drums
- MAIKO：Vocal & Bass
- MIYU：Vocal & Guitar

Support Musician
- 西村朝香：Vocal (#1)
- BON'Z
  - 神：Vocal (#2)
  - 瞬矢：Vocal (#2)
- 半澤悠：Vocal (#3)
- 栞：Vocal (#3)
- 鈴の音：Vocal (#5)
- Run Time All Stars：Vocal (#6)
  - 川上桃子、菊池咲来、佐々木美波、高柳汐希、金内彩乃、石田真歩、星静那、神代明子、大内あすか、奈良安由加、千石真実、瀧川瞳、石橋紗苗

## タイアップ
- フジテレビ系列日曜アニメ『アストロボーイ・鉄腕アトム』後期エンディングテーマ (#6)